# 宮川用水
宮川用水（みやがわようすい）は、宮川を水源とする三重県南勢地区の灌漑用用水路群の総称である。主要施設は宮川用水土地改良区が管理している。

## 概要
- 宮川総合開発事業（昭和27年7月起工）の中の農業用水事業として建設された。
- 宮川用水の受益地域となった土地の多くは、その昔、宮川の水位よりも高い位置に存在していたことからその水を利用することができず、もっぱら井戸水や天水に頼ってきたことにより、干ばつが頻繁に起こる地帯であった。  このため、昭和32年から昭和41年にかけ、第一期事業である国営宮川用水土地改良事業を始めとする各種土地改良事業が実施され、この地域は県内有数の農業地帯として発展してきた。  その後、地域農業をさらに発展させていくうえで、一層の水資源の有効活用と用水管理の効率化が必要になったことから、平成７年から、第二期事業が開始され、現在も用水路のパイプライン化工事等が実施中である。（2025年現在）
- 多気郡大台町の宮川流域で取水し、多気郡大台町、多気町、明和町、度会郡玉城町、伊勢市の農地に配水されている。
- 受益面積：4,428ha（水田 3,897ha、普通畑 531ha、2023年現在）

## 主な施設
- 国営線 - 農林省（現・農林水産省）が建設した水路及び施設
  - 粟生頭首工（あおとうしゅこう） - 多気郡大台町粟生にある取水のための可動堰
  - 導水路 - 粟生頭首工から笠木分水工（多気郡多気町笠木）までを接続する用水路
  - 第1号幹線水路 - 笠木分水工から斎宮調整池（多気郡明和町池村）を介し、伊勢市小木町までを接続する用水路
  - 第2号幹線水路 - 笠木分水工から度会郡玉城町宮古を接続する用水路
- 県営線 - 三重県が建設した水路や施設で、国営線から各地へ配水する
- 団体営線 - 宮川用水土地改良区が建設した水路や施設で、国営線や県営線から各地へ配水する

## 沿革
- 1951年（昭和26年） - 宮川総合開発事業の中に農業用水が組入れられる。
- 1957年（昭和32年） - 宮川用水土地改良区が設立される。
- 1958年（昭和33年） - 国営宮川用水（第一期）事業着工。
- 1961年（昭和36年） - 県営宮川用水事業着工。
- 1962年（昭和37年） - 粟生頭首工、国営幹線水路、団体営用水路を着工。
- 1964年（昭和39年） - 粟生頭首工、国営導水路竣工。
- 1966年（昭和41年） - 国営幹線水路竣工。
- 1976年（昭和51年） - 県営用水路竣工。
- 1982年（昭和57年） - 団体営用水路竣工。
- 1995年 （平成7年）　 - 国営宮川用水第二期土地改良事業着工。
- 2005年 （平成17年)    - 国営第二期関連（県営）事業着工。
- 2012年（平成24年） - 国営宮川用水第二期土地改良事業竣工。

## ギャラリー

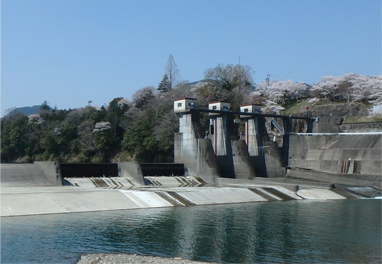
粟生頭首工（大台町）

## 参考資料
- 『宮川用水史』（1986年3月25日発行、編集発行：宮川用水土地改良区）
- 『水土里の森 宮川用水の概要』（2008年発行、宮川用水土地改良区）